# Zdzisław Zambrzycki
Zdzisław Zambrzycki (ur. 4 lipca 1935 w Kazimierowie) – polski polityk, urzędnik państwowy, poseł na Sejm X kadencji.

## Życiorys
Ukończył w 1962 studia na Akademii Rolniczej w Szczecinie, uzyskał następnie stopień naukowy doktora. Pracował w zakładzie mleczarskim w Michałowie. Był sekretarzem zespołu przysposobienia rolniczego w zarządzie wojewódzkim Związku Młodzieży Wiejskiej w Szczecinie, później asystentem i adiunktem na Akademii Rolniczej. Od 1973 związany z Krajowym Związkiem Rolników, Kółek i Organizacji Rolniczych, pełnił funkcję jego prezesa. Powołany w skład Naczelnej Rady Spółdzielczej.
Sprawował mandat posła na Sejm kontraktowy z ramienia Zjednoczonego Stronnictwa Ludowego, wybranego w okręgu chełmskim. W trakcie kadencji pełnił funkcję zastępcy przewodniczącego Komisji Systemu Gospodarczego, Przemysłu i Budownictwa oraz Komisji Systemu Gospodarczego i Polityki Przemysłowej. Był członkiem prezydium Naczelnego Komitetu ZSL, po rozwiązaniu partii działał w Polskim Stronnictwie Ludowym „Odrodzenie” i Polskim Stronnictwie Ludowym. Pracował w Najwyższej Izbie Kontroli. PSL opuścił w 2006 wraz z Januszem Wojciechowskim. Zatrudniony również w firmie J&S Energy. Był członkiem Komitetu Techniki Rolniczej Polskiej Akademii Nauk.
W 1984 odznaczony Złotym Krzyżem Zasługi.